# 1987 en Suisse
Chronologie de la Suisse
- 1983
- 1984
- 1985
- 1986
- 1987
- 1988
- 1989
- 1990
- 1991

## Gouvernement en 1987
- Conseil fédéral[1]:
  - Pierre Aubert PSS, président de la Confédération
  - Otto Stich PSS, vice-président de la Confédération
  - Arnold Koller PDC,
  - Elisabeth Kopp PRD,
  - Jean-Pascal Delamuraz PRD,
  - Leon Schlumpf UDC,
  - Flavio Cotti PDC,

## Évènements

### Janvier
Jeudi 1er janvier 
- Les Chemins de fer fédéraux suisses et les compagnies privées de transport introduisent l’abonnement demi-tarif à 100 francs, à la suite du débat sur la mort des forêts.

 Dimanche 4 janvier 
- Un incendie d’origine criminelle détruit 300 hectares de forêt dans les Centovalli.

 Lundi 12 janvier 
- L’Institut suisse de météorologie mesure −41,8 °C à La Brévine. Il s’agit de la température la plus basse jamais enregistrée en Suisse.

 Samedi 24 janvier 
- Début des Championnats du monde de ski alpin à Crans-Montana.

### Février
Jeudi 19 février 
- Des représentants des cantons de Genève, Vaud et Valais, ainsi que des départements français de l'Ain et de la Haute-Savoie signent à Lausanne l'acte de fondation du Conseil du Léman, une nouvelle institution de coopération transfrontalière.

 Dimanche 22 février 
- Élections cantonales à Bâle-Campagne. Werner Spitteler (UDC), Clemens Stoeckli (PDC), Paul Nyffeler (PRD), Hans Fuenfschilling (PRD) et Eduard Belser (PSS) sont élus au Conseil d’État lors du 1er tour de scrutin.

### Mars
Mardi 24 mars 
- Pour la deuxième fois de son histoire, le HC Lugano devient champion de Suisse de hockey-sur-glace.

### Avril
Jeudi 2 avril 
- Visite officielle de Chaim Herzog, président de l’État d’Israël.

 Dimanche 5 avril 
- Votations fédérales. Le peuple approuve, par 1 180 082 oui (67,3 %) contre 572 330 non (32,7 %), la modification de la loi sur l’asile.
- Votations fédérales. Le peuple approuve, par 1 122 027 oui (65,7 %) contre 585 460 non (34,3 %), la modification de la loi fédérale sur le séjour et l'établissement des étrangers.
- Votations fédérales. Le peuple rejette, par 1 046 637 non (59,4 %) contre 714 209 oui (40,6 %), l'initiative populaire « demandant le droit de référendum en matière de dépenses militaires ».
- Votations fédérales. Le peuple approuve, par 1 080 992 oui (63,3 %) contre 627 665 non (36,7 %), l’arrêté fédéral concernant la procédure de vote relative aux initiatives populaires.
- Élections cantonales à Zurich. Hedi Lang (PSS), Eric Honegger (PRD), Hans Hofmann (UDC), Jakob Stuecki (UDC), Hans Kuenzi (PRD), Peter Wiederkehr (PDC) et Alfred Gilgen (Alliance des Indépendants) sont élus au Conseil d’État lors du 1er tour de scrutin.
- Élections cantonales au Tessin. Claudio Generali (PRD), Giuseppe Buffi (PRD), Renzo Respini (PDC), Rossano Bervini (PSS) et Pietro Martinelli (socialiste autonome) sont élus au Conseil d’État lors du 1er tour de scrutin.
- Élection complémentaire dans le canton d’Uri. Peter Mattli (PRD) est élu au Conseil d’État lors du 1er tour de scrutin.
- Premiers championnats suisses de parapente à Salvan-Les Marécottes.

 Mercredi 8 avril 
- Jean Clivaz est nommé directeur général des PTT.

 Samedi 25 avril 
- Près de 10 000 personnes manifestent à Berne pour célébrer le premier anniversaire de la catastrophe de Tchernobyl.

 Mardi 28 avril 
- Lancement, par le groupe Ringier, de la revue Emois, magazine culturel européen.

### Mai
Dimanche 3 mai 
- Élections cantonales à Lucerne. Josef Egli (PDC), Heinrich Zemp (PDC), Klaus Fellmann (PDC), Robert Buehler (PRD), Erwin Muff (PRD), et Brigitte Muerner-Gilli (PDC) sont élus au Conseil d’État lors du 1er tour de scrutin.

 Mercredi 6 mai 
- Visite officielle de M. Richard von Weizsäcker, président de la République fédérale allemande.

 Lundi 11 mai 
- Les entreprises Autophon SA, à Soleure et Hasler Holding SA, à Berne, annoncent leur fusion, qui donnera naissance au groupe Ascom.

 Mardi 12 mai 
- Ouverture du premier Salon international du livre et de la presse de Genève.

 Jeudi 14 mai 
- Inauguration, à La Tour-de-Peilz, du Musée suisse du jeu.

 Jeudi 21 mai 
- Inauguration de la ligne TGV Berne-Paris.

 Samedi 30 mai 
- Inauguration de la nouvelle gare ferroviaire de Genève-Cointrin.

### Juin
Mercredi 3 juin 
- Visite à Zurich de François Mitterrand, président de la République française.

 Jeudi 4 juin 
- Le premier ministre français Jacques Chirac et le président de la Confédération Pierre Aubert se rencontrent au CERN pour la mise en place du premier des 4000 aimants du LEP.
- Les assemblées générales d'Autophon AG et de Hasler Holding AG décident de fusionner pour créer Ascom Holding AG, à Berne.

 Jeudi 11 juin 
- Visite officielle de Raúl Alfonsín, président de l’Argentine.

 Samedi 13 juin 
- Neuchâtel Xamax s’adjuge, pour la première fois de son histoire, le titre de champion de Suisse de football.

 Dimanche 14 juin 
- Élections cantonales à Lucerne. Paul Huber (PSS) est au Conseil d’État lors du 2e tour de scrutin.

 Jeudi 25 juin 
- L’Américain Andrew Hampsten remporte le Tour de Suisse cycliste.

### Juillet
- Importantes inondations

 Vendredi 10 juillet 
- Le premier Leysin Rock Festival accueille 43 000 spectateurs.

 Vendredi 24 juillet 
- Un pirate de l'air libanais détourne sur l'aéroport de Genève un DC 10 d'Air Afrique, avec 148 passagers et 16 membres d'équipage à bord. Un passager français est abattu[2].

### Août
Samedi 1er août 
- Inauguration du nouvel hôtel du Jungfraujoch, situé à 3 454 mètres d’altitude. L’ancien hôtel avait brûlé en 1972.

 Lundi 10 août 
- BBC Brown Boveri, dont le siège est à Baden (AG), annonce sa fusion avec la firme suédoise ASEA pour former Asea Brown Boveri.

 Mercredi 12 août 
- Le conseiller fédéral Leon Schlumpf annonce sa démission.

 Mardi 25 août 
- Des inondations causent de gros dégâts dans le canton d'Uri. La route et la ligne ferroviaire du Saint-Gothard sont coupées durant plusieurs jours.

### Septembre
Mercredi 2 septembre 
- Le Conseil fédéral décide de mettre en vente un timbre-poste spécial en faveur des victimes des intempéries.

### Octobre
Vendredi 2 octobre 
- Visite officielle d’Amine Gemayel, président de la République libanaise.

 Samedi 3 octobre 
- Décès à Lausanne de l'écrivain et dramaturge français Jean Anouilh.

 Lundi 5 octobre 
- Le conseiller fédéral Pierre Aubert annonce sa démission.

 Mercredi 14 octobre 
- Le Suisse Karl Alexander Müller et l'Allemand Johannes Georg Bednorz reçoivent le Prix Nobel de physique pour leurs travaux sur la supraconductivité.

 Dimanche 18 octobre 
- Élections fédérales. L'élection des 200 députés au Conseil national est marquée par l'avance des écologistes, le recul des socialistes, la stabilité du camp bourgeois et l'apparition du parti des automobilistes. La nouvelle chambre basse se composera de 51 radicaux (- 3), 42 démocrates-chrétiens (sans changement), 41 socialistes (- 6), 25 démocrates du centre (+ 2), 9 libéraux (+ 1), 8 indépendants (sans changement), 3 évangéliques (sans changement), 3 nationalistes (- 2), 1 communiste (sans changement), 4 verts progressistes (+ 1), 9 écologistes (+ 5), 2 automobilistes (+ 2) et 2 divers (sans changement). Les 4 partis gouvernementaux détiennent 159 sièges.

### Novembre
Mercredi 18 novembre 
- Le Quotidiano, septième quotidien du Tessin fait son apparition dans les kiosques de la Suisse italienne.

 Vendredi 20 novembre 
- À la suite de la recrudescence de cas de listeriose qui se conclura par 34 décès[3], le Conseil d'État du canton de Vaud décide de suspendre la fabrication et la vente du Vacherin Mont-d'Or, un fromage au lait thermisé.

 Samedi 21 novembre 
- Près de 10 000 personnes manifestent à Berne pour protester contre l’expulsion par la police des Zaffarayas qui occupaient un campement au centre-ville.

30 novembre : 
- Modification de l’ordonnance du 4 juillet 1984 réglementant les preuves documentaires de l’origine des marchandises en matière de commerce extérieur.

### Décembre
Dimanche 6 décembre 
- Votations fédérales. Le peuple approuve, par 1 140 857 oui (57,0 %) contre 860 893 non (43,0 %), le projet Rail 2000.
- Votations fédérales. Le peuple approuve, par 1 153 448 oui (57,8 %) contre 843 555 non (42,2 %), l'initiative populaire « pour la protection des marais - Initiative de Rothenturm ».
- Votations fédérales. Le peuple rejette, par 571 447 non (28,7 %) contre 816 289 oui (47,1 %), la modification de la loi fédérale sur l'assurance-maladie.

 Mercredi 9 décembre 
- René Felber (PSS) et Adolf Ogi (UDC) sont élus au Conseil fédéral.